# Mespaul
Mespaul (tiếng Breton: Mespaol) là một xã của tỉnh Finistère, thuộc vùng Bretagne, miền tây bắc Pháp.

## Dân số
Người dân ở Mespaul được gọi là Mespaulitains.